# Aeropalinologia
Aeropalinologia – dział palinologii zajmujący się badaniem przemieszczania się pyłku i zarodników roślin niższych.